# Atlantisch orkaanseizoen 1978
Het Atlantisch orkaanseizoen 1978 begon al op 18 januari, toen er zich een subtropische storm vormde ten noordoosten van Puerto Rico. Het seizoen 1978 is het vroegst van start gegaan en geen enkel ander seizoen kende een (sub)tropische cycloon in de maand januari. Het seizoen duurde tot 30 november 1978. Het seizoen was het laatste waarbij aan de orkanen louter meisjesnamen werden gegeven. Ondanks de vroege start en het aantal van twaalf (sub)tropische cyclonen, eindigde het seizoen wat energie betreft net beneden normaal. Er waren 11 tropische stormen en één subtropische storm. Van de 11 tropische stormen promoveerden er vijf orkanen. Twee orkanen wakkerden aan tot majeure orkanen, dat wil zeggen categorie 3 of meer.
Naast de subtropische storm in januari waren ook tropische storm Amelia en orkaan Greta-Olivia bijzonder. Amelia veroorzaakte overstromingen in Texas en eiste daar 30 mensenlevens. Greta-Olivia stak als Greta over naar de Grote Oceaan en werd daar herdoopt tot Olivia. Zij teisterde Midden-Amerika en deed herinneringen aan orkaan Fifi herleven. Toch bleek de schade later mee te vallen.

## Cyclonen

### Subtropische storm zonder naam

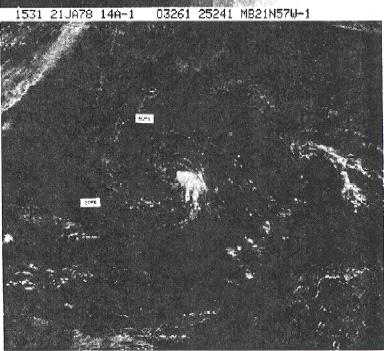
De naamloze subtropische storm op 21 januari boven de Atlantische Oceaan

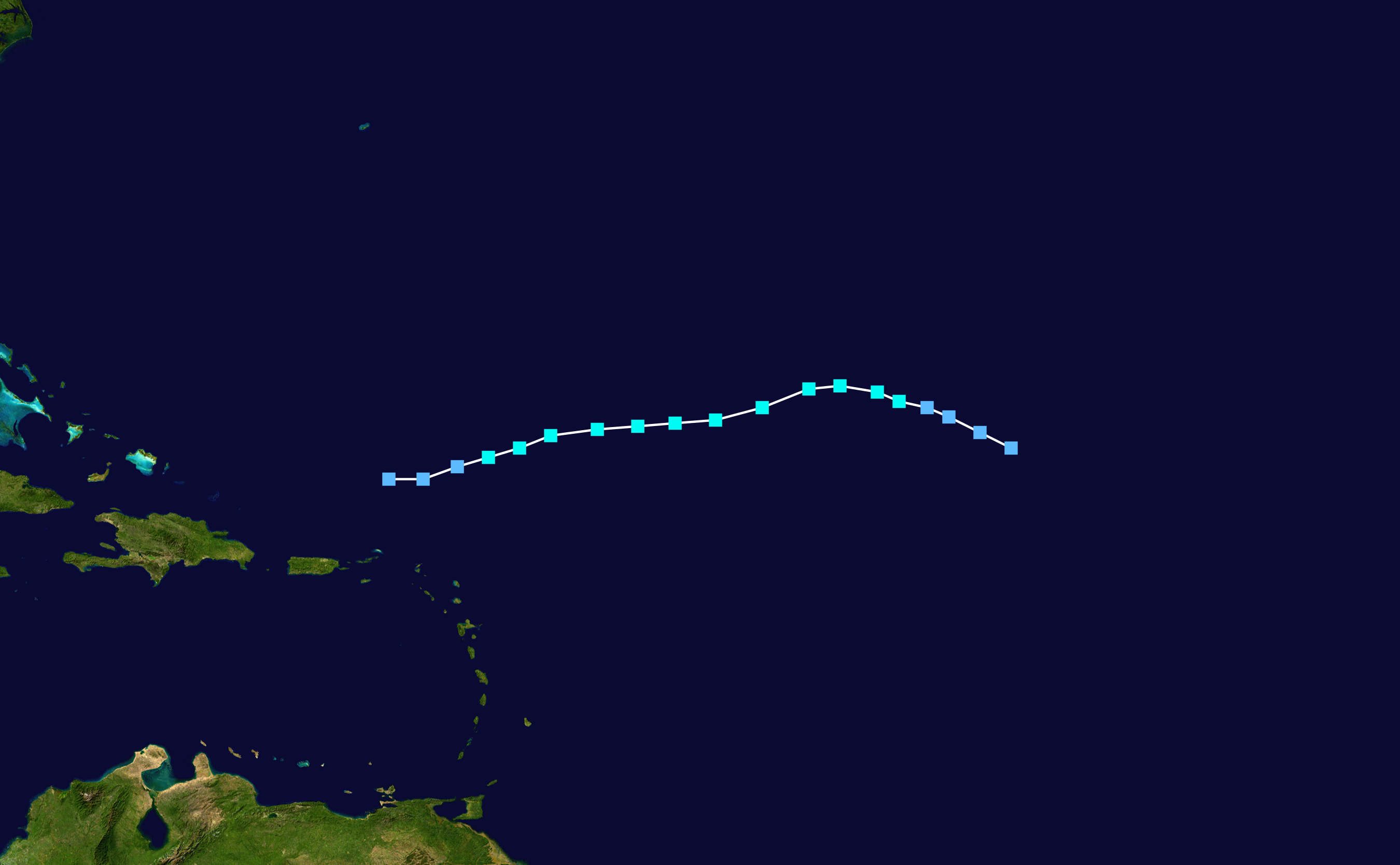
Koers van de subtropische storm.

Deze opmerkelijke subtropische storm ontstond toen op 18 januari een trog van lage druk in de troposfeer ontstond, die in de heersende westelijke stroming op grote hoogte werd meegevoerd. Onder de trog ontstond aan het aardoppervlak een lagedrukgebied, dat aan de zuidflank van de uitloper van het Azorenhogedrukgebied westnoordwestwaarts werd gevoerd. Het systeem vertoonde enigszins georganiseerde convectie. Hierdoor was een subtropische depressie geboren. Door de drukgradiënt promoveerde de subtropische depressie tot subtropische storm op 2800 km ten oostnoordoosten van Puerto Rico, ondanks het relatief koude zeewater van 24 °C. De volgende dag bereikte de subtropische storm zijn hoogtepunt met windsnelheden van 74 km/uur en een minimale druk van 1002 hPa. Hij wendde vervolgens naar het westzuidwesten. Daarna nam de schering toe en op 22 januari degradeerde de subtropische storm tot subtropische depressie, die vrij snel daarna degenereerde tot een open trog van lage druk.
Deze subtropische storm is de vroegst bekende (sub)tropische cycloon in een seizoen en de enige in januari. Orkaan Alice II en tropische storm Zeta waren weliswaar tropische cyclonen in de maand januari, maar hun cyclogenese vond plaats in december. De omstandigheden waren in januari 1978 uitzonderlijk gunstig voor cyclogenese; door een wisselwerking tussen uitzonderlijk lage druk boven het oosten van de Verenigde Staten en het uitgestrekte hogedrukgebied boven de Azoren zorgden ervoor, dat sterke schering boven het tropische deel van de Atlantische Oceaan dusdanig werd onderdrukt, dat subtropische ontwikkeling mogelijk werd.

### Tropische storm Amelia

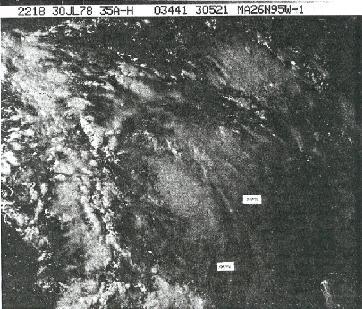
Amelia op 30 juli, vlak voor haar landing op de Texaanse kust.

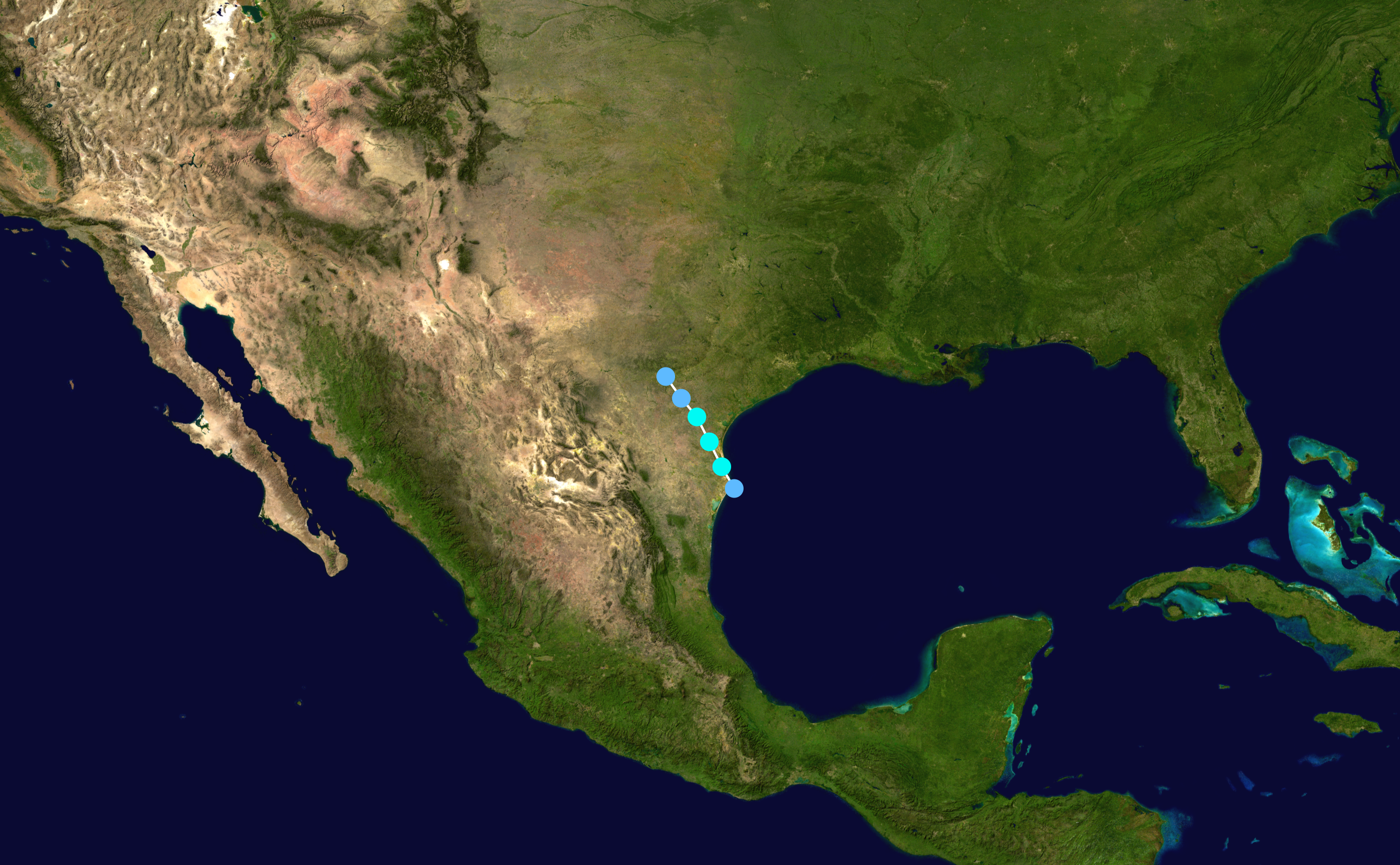
Amelias koers

Op 19 juli trok een tropische golf van de Afrikaanse kust westwaarts. De tropische golf vertoonde aanvankelijk nauwelijks enige convectie, totdat het systeem op 26 juli boven het midden van de Caribische Zee was aangekomen. Twee dagen later naderde de tropische onweersstoring het schiereiland Yucatán en vertoonde nu ontwikkelde convectie, die nog niet georganiseerd was. Vervolgens trok zij noordnoordwestwaarts de Golf van Mexico in. Op 30 juli trof een verkenningsvliegtuig boven het westen van de Golf van Mexico een tropische depressie, die enkele uren later promoveerde tot tropische storm Amelia, die meteen haar hoogtepunt bereikte met windsnelheden tot 83 km/uur en een minimale druk van 1005 hPa. In de nacht van 30 op 31 juli ging Amelia aan land tussen Brownsville en Corpus Christi. Het systeem bleef matig georganiseerd, zodat moeilijk was uit te maken waar en wanneer de storm landde (temeer omdat Amelia onder een zeer scherpe hoek de Texaanse kust sneed.
Langzaam trok Amelia verder en degradeerde op 31 juli tot tropische depressie, die op 1 augustus ten westen van de Texaanse stad San Antonio de Béjar oploste. Aan de kust bleef de schade beperkt tot het zinken van enkele vissersboten van garnalenvissers, maar door de stagnatie van de oplossende Amelia, viel er op sommige plaatsen in het binnenland meer dan 760 mm regen in 48 uur. Vooral het stroomgebied van de Guadalupe River, (Río de la Nuestra Señora de Guadalupe) werd zwaar getroffen. De overstromingen, die Amelia veroorzaakte eisten 33 mensenlevens en veroorzaakten $20 miljoen schade ($60,9 miljoen na correctie voor inflatie naar 2005). Amelia was het bewijs, dat niet noodzakelijkerwijs de intensiviteit van een tropische cycloon allesbepalend is voor zijn rampzaligheid. Amelia was op haar best een ongeorganiseerde,  suffe tropische storm.

### Tropische storm Bess

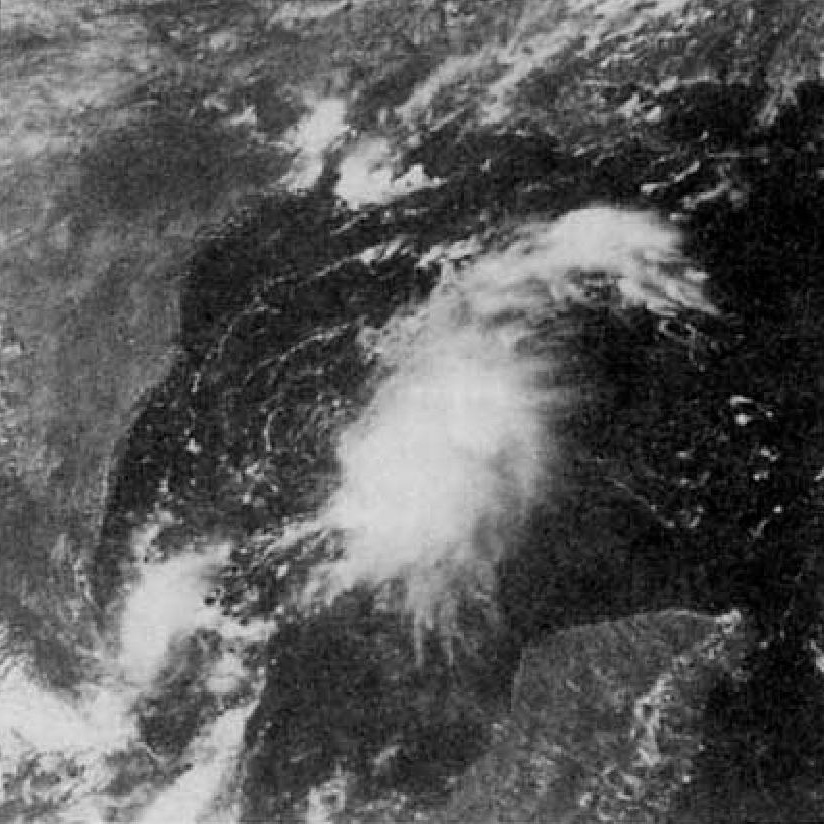
Bess op 6 augustus boven de Golf van Mexico.

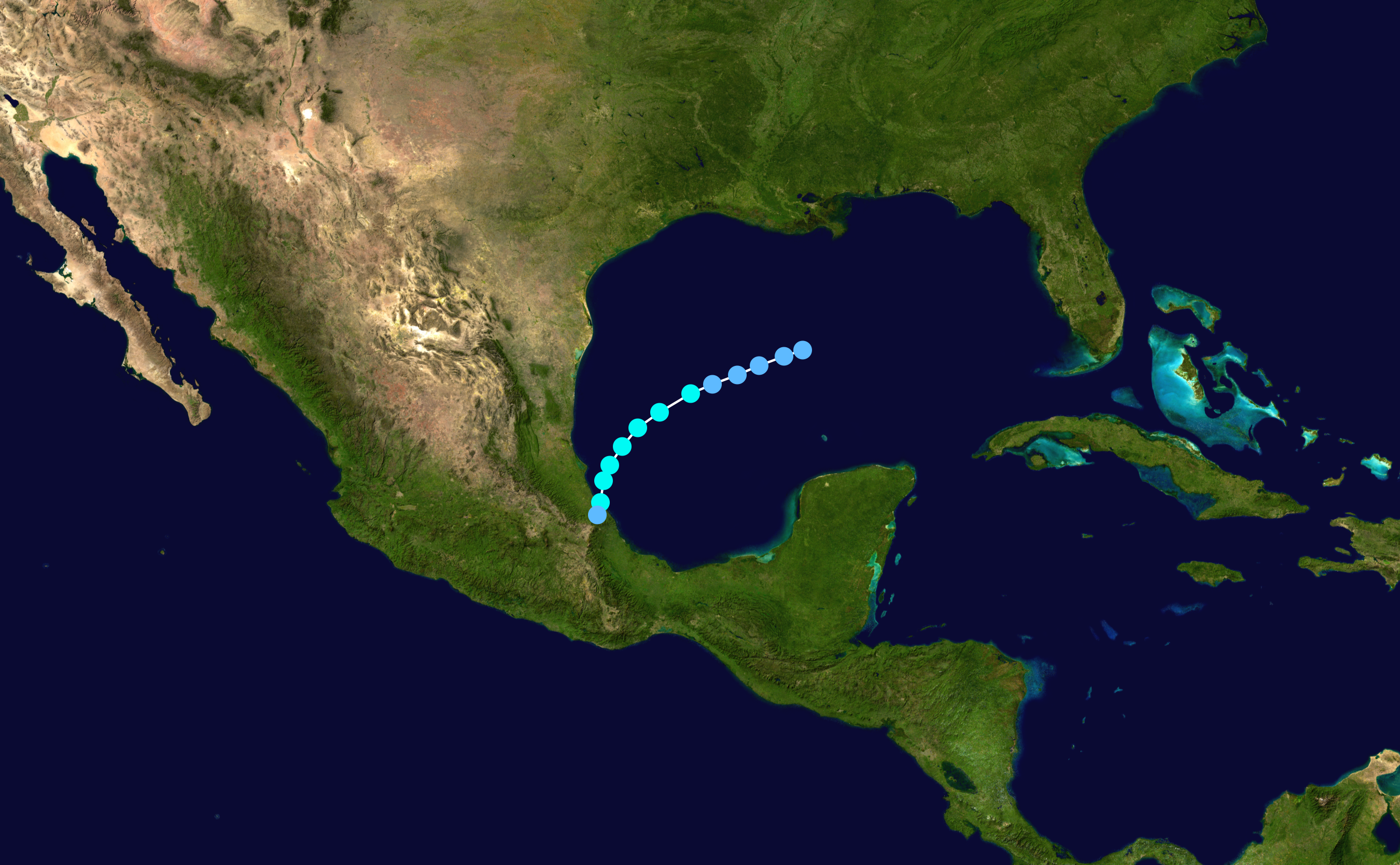
Het parcours van Bess.

Op 1 augustus ontstond er aan een oplossend koufront een lagedrukgebied aan het aardoppervlak boven het noordoosten van Georgia. Met het lagedrukgebied ging al gepaard met enige convectie en dreef zuidwaarts. De volgende dag wendde het lagedrukgebied boven het zuidoosten van Georgia naar het zuidwesten, zodat het de Golf van Mexico binnenliep. Op 5 augustus had zich een gesloten circulatie ontwikkeld en promoveerde het lagedrukgebied tot tropische depressie 2. Op 6 augustus promoveerde tropische depressie 2 op 400 km ten zuidoosten van Brownsville tot tropische storm Bess. Doordat een hogedrukgebied in de middelste lagen van de atmosfeer zich boven het zuiden van Texas aan het opbouwen was, draaide Bess steeds meer bij naar het zuiden. Op 7 augustus bereikte Bess haar hoogtepunt met windsnelheden tot 83 km/uur en een minimale druk van 1006 hPa. De volgende dag landde Bess op de Mexicaanse kust van Nautla. Na landing degradeerde Bess snel tot tropische depressie, die spoedig verdween. Op zich waren de omstandigheden boven de Golf van Mexico niet ongunstig voor Bess om tot orkaan te kunnen promoveren, maar omdat zij zuidwaarts werd geduwd, werd die ontwikkeling lastig, omdat de corioliskrachten dan zwakker worden. Een tropische cycloon, die zich naar de evenaar toe beweegt, wint haast nooit in kracht.

### Orkaan Cora

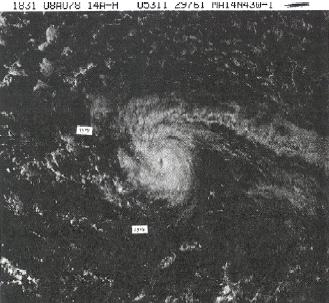
Cora, vlak na haar promotie tot orkaan op 8 augustus.

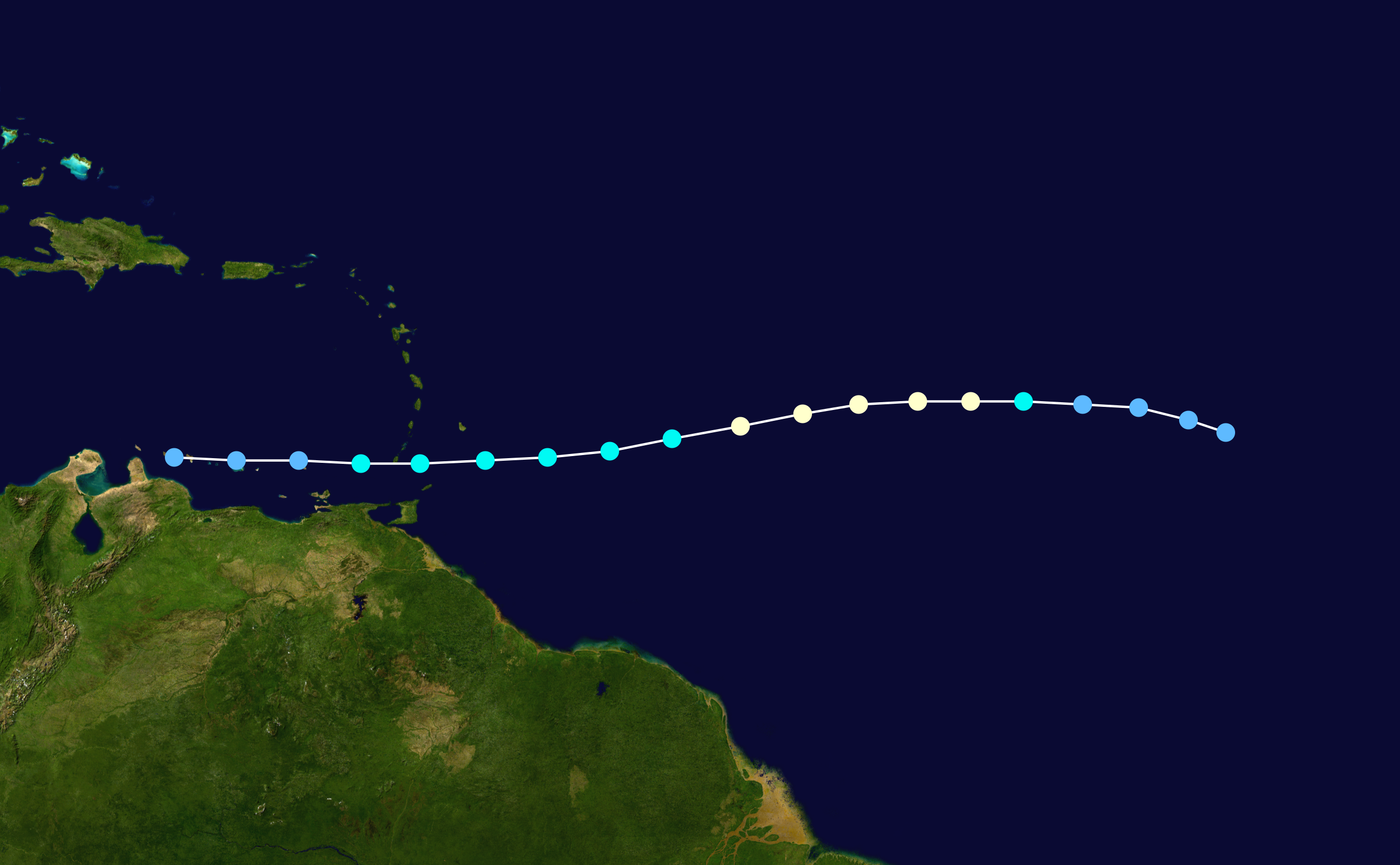
Coras koers.

Op 4 augustus trok een tropische golf van de Afrikaanse kust westwaarts aan de noordflank van de intertropische convergentiezone. Op 6 augustus trok de tropische onweersstoring een wolkenmassa uit de intertropische convergentiezone naar zich toe en dit systeem organiseerde zich de dag daarop tot tropische depressie 3. Op 8 augustus promoveerde tropische depressie 3 tot tropische storm Cora. Cora bereikte nog dezelfde dag orkaankracht en ontwikkelde een scherp afgegrensd oog. Na haar promotie tot orkaan, wendde zij iets naar het west-ten-zuiden en die koers zou zij gedurende haar verdere levensduur blijven volgen. Op 9 augustus bereikte Cora haar hoogtepunt als sterke orkaan van de eerste categorie met windsnelheden tot 148 km/uur en een minimale druk van 980 hPa. Daarna geraakte Cora minder goed georganiseerd en verzwakte. Zij degradeerde op 10 augustus tot tropische storm, voordat zij later die dag over de Bovenwindse Eilanden trok, de Caraïbische Zee in. Bij passage langs de Bovenwindse Eilanden werden er op Barbados en Saint Lucia windsnelheden tot 74 km/uur waargenomen.
Omdat Cora een kleine cycloon was, met een relatief hoge koerssnelheid van 20 knopen, bleef haar neerslag beperkt. Op 11 augustus degradeerde Cora tot tropische depressie, die de volgende dag in de buurt van Aruba degenereerde tot tropische golf. Door haar snelle opkomst en ondergang was Cora een zeer opmerkelijke cycloon. Ook haar zeer snelle koerssnelheid westwaarts en later west-ten-zuidwaarts was opmerkelijk, alsook de zuidelijke component in haar koers. Of deze west-ten-zuidelijke koers een gevolg was of een oorzaak van het snelle verzwakken van Cora is niet duidelijk. Boven de Caraïbische Zee zou het afzwakken van Cora deels verklaard kunnen worden door de invloed van drogere, continentale lucht van het Zuid-Amerikaanse continent. Cora is de tweede tropische cycloon, wiens promotie tot orkaan alleen is geschied op basis van satellietbeelden, na orkaan Doris in 1975.

### Tropische storm Debra

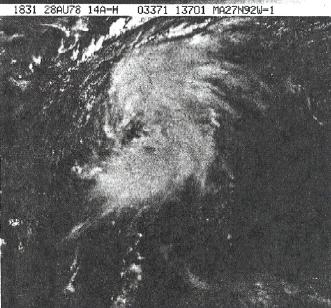
Debra vlak voor haar landing op de kust van Louisiana op 28 augustus.

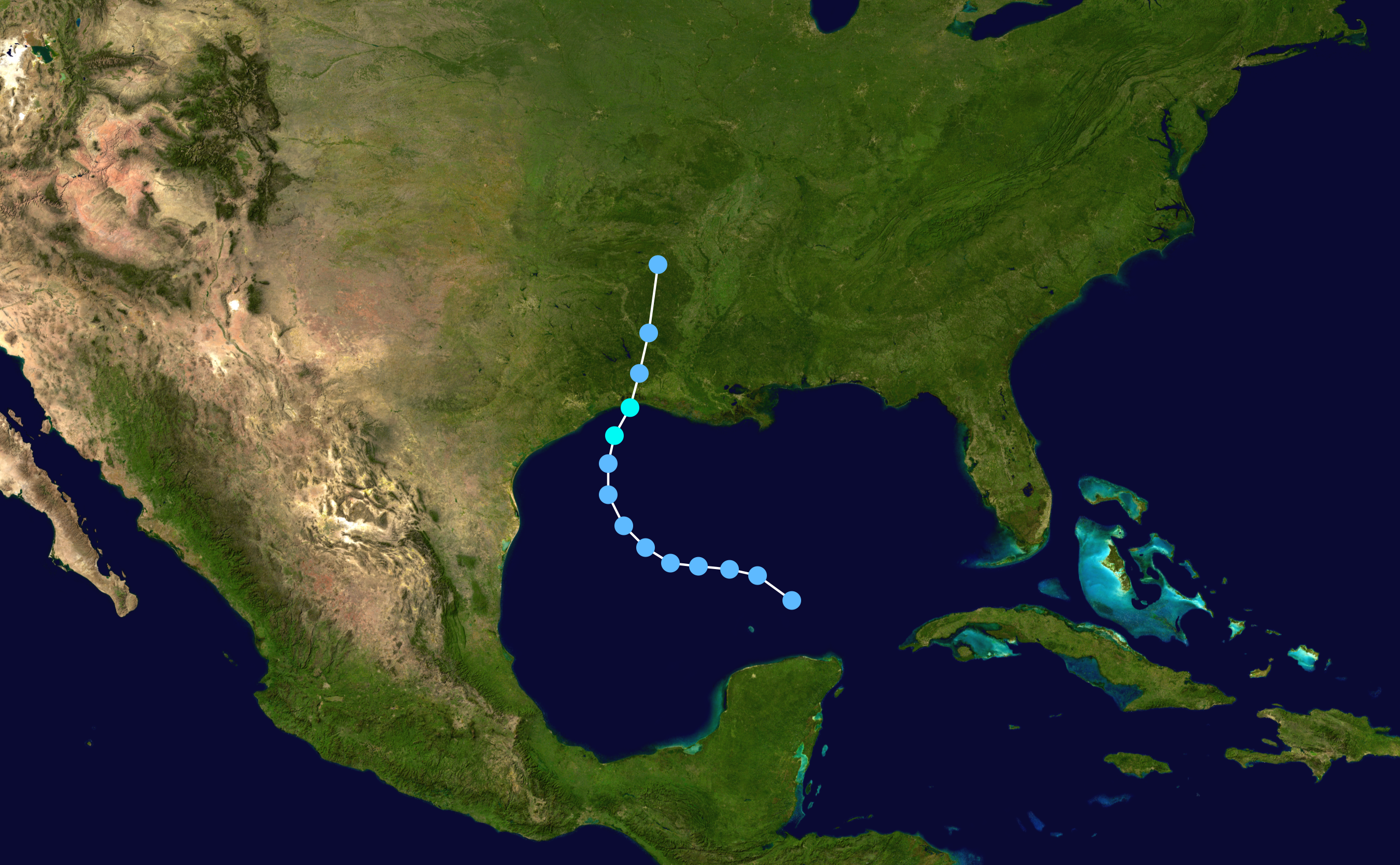
Debra's pad door de Golf van Mexico.

Op 25 augustus ontwikkelde zich een lagedrukgebied op grote hoogte met koude kern boven het zuiden van Florida, dat zuidwestwaarts trok, in de richting van het schiereiland Yucatán. Het lagedrukgebied breidde zich snel naar het aardoppervlak uit en ondertussen trok een tropische golf vanuit de Caraïbische Zee Yucatán op. Dezelfde dag nog, 25 augustus kwam het lagedrukgebied ten noorden van Yucatán en de tropische golf boven Yucatán in elkaars verlengde te liggen, waardoor de instroom van de depressie werd bevorderd en op 26 augustus ontstond zo een tropische depressie. Aanvankelijk koerste zij westwaarts aan de zuidflank van een rug van hoge druk, maar toen de rug van hoge druk erodeerde, kon de tropische cycloon gaandeweg meer en meer naar het noorden afbuigen.
De tropische depressie promoveerde op 28 augustus tot tropische storm Debra en bereikte haar hoogtepunt met windsnelheden van 92 km/uur en een minimale druk van 1000 hPa, vlak voordat zij op 29 augustus landde halverwege Lake Charles, Louisiana en Beaumont, Texas. Boven land degradeerde Debra spoedig tot tropische depressie, die echter maar langzaam in luchtdruk opvulde. Tropische depressie Debra versnelde haar koers naar het noordnoordoosten en werd boven Arkansas opgenomen door een front, dat de volgende drie dagen wegtrok door de Ohiovallei. Debra eiste 3 mensenlevens; één kwam voor de kust om op een booreiland, een ander bij een tornado in Louisiana, die aan Debra was ontsproten en een derde in Texas, eveneens door een tornado. Debra veroorzaakte enkele tornado's, die enkele woonwagens vernietigde, maar over het algemeen viel de schade ten gevolge van Debra erg mee.

### Orkaan Ella

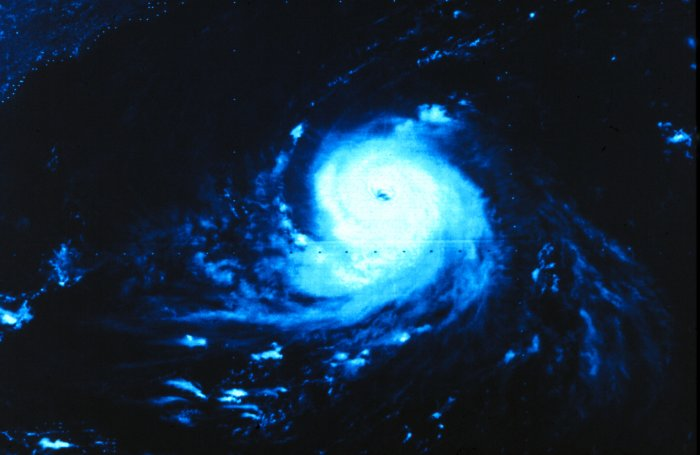
Ella op 1 september boven de Atlantische Oceaan.

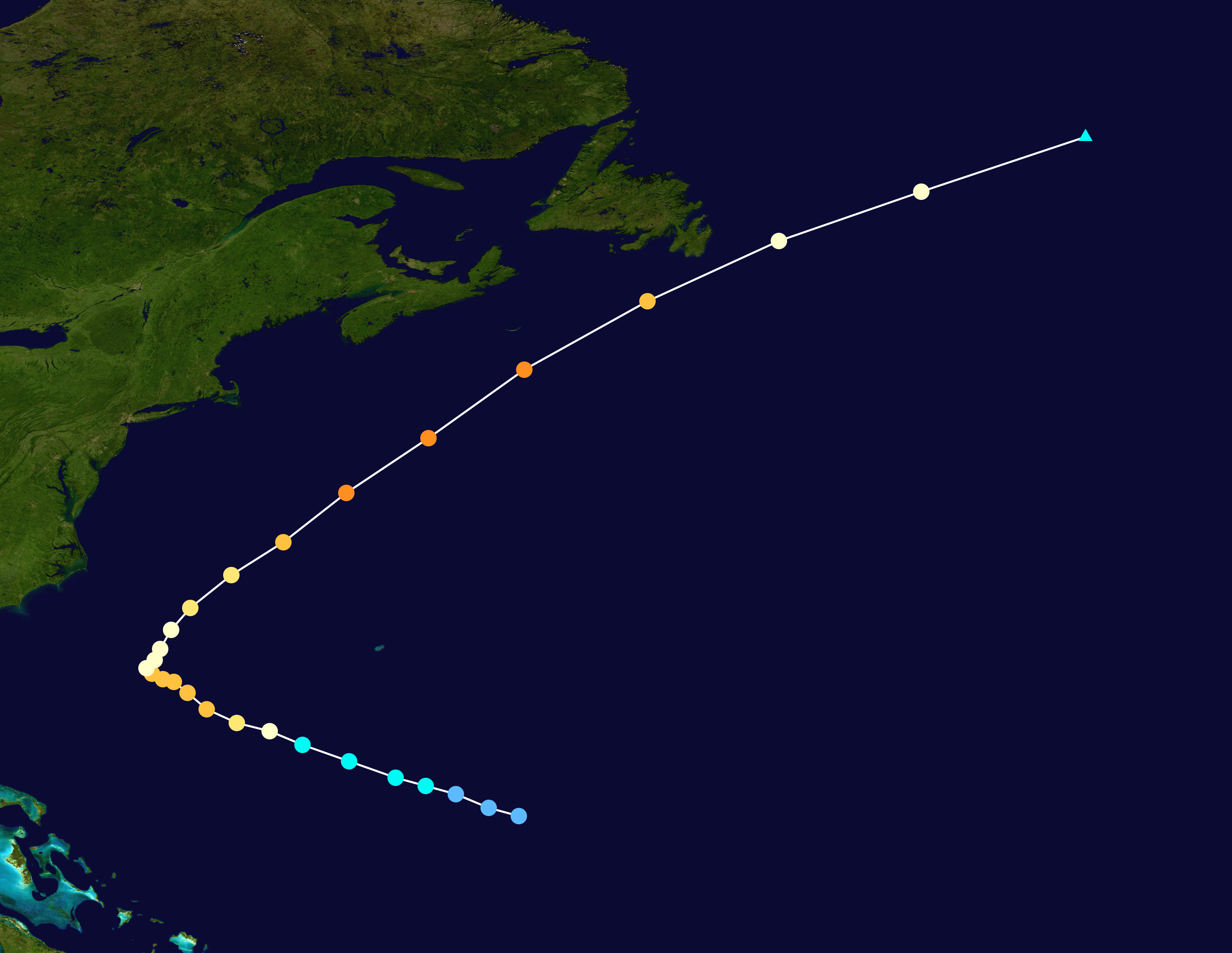
Het tracé van Ella.

Eind augustus lag er een stationair front boven het midden van de Atlantische Oceaan, dat langzaam oploste. Langs het front ontstond op 28 augustus op 865 km ten zuidoosten van Bermuda echter een cyclonale circulatie van laaghangende bewolking. Het systeem bleef bijna stationair liggen en ontwikkelde zich op 30 augustus tot tropische depressie. Toen trok de tropische depressie met een koerssnelheid van 10 à 15 knopen naar het noordwesten aan de zuidwestflank van een hogedrukgebied en promoveerde nog dezelfde dag tot tropische storm Ella. Ella won aan kracht en promoveerde op 31 augustus tot orkaan. Op 1 september verscheen een kleine trog van lage druk ten westen van Ella boven de oostelijke Verenigde Staten, waardoor Ella's koerssnelheid verminderde en zij iets naar het noorden kon afbuigen, omdat de hogedrukrug ten noorden van haar werd geërodeerd.
Die dag (1 september) bereikte zij ook haar voorlopig hoogtepunt met windsnelheden tot 203 km/uur en een minimale druk van 959 hPa. Achter de kleine frontale trog verscheen vanuit het westen een hogedrukgebied, dat een verbinding maakte ten noorden van Ella met het andere hogedrukgebied op de Oceaan. Daardoor werd de noordelijke koers geblokkeerd en raakte Ella op drift, waarbij ze verzwakte. Dit duurde tot 3 september; toen verscheen er opnieuw een trog van lage druk, die vanaf de Grote Meren oostwaarts trok en het blokkerende hogedrukgebied versloeg. Ella versnelde nu noordoostwaarts en nam in kracht toe; op 4 september bereikte zij haar hoogtepunt met windsnelheden tot 222 km/uur en een minimale druk van 956 hPa. Daarna verzwakte Ella boven koeler water snel en trok dicht langs Newfoundland naar het noordoosten. Ten oostnoordoosten van Newfoundland verloor zij haar tropische kenmerken op 5 september, toen zij – nog steeds op orkaansterkte – door een front werd opgenomen. Ella eiste geen slachtoffers en veroorzaakte geen noemenswaardige schade.

### Orkaan Flossie

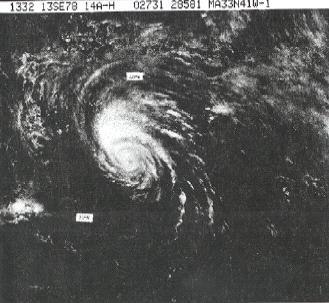
Flossie op 13 september.

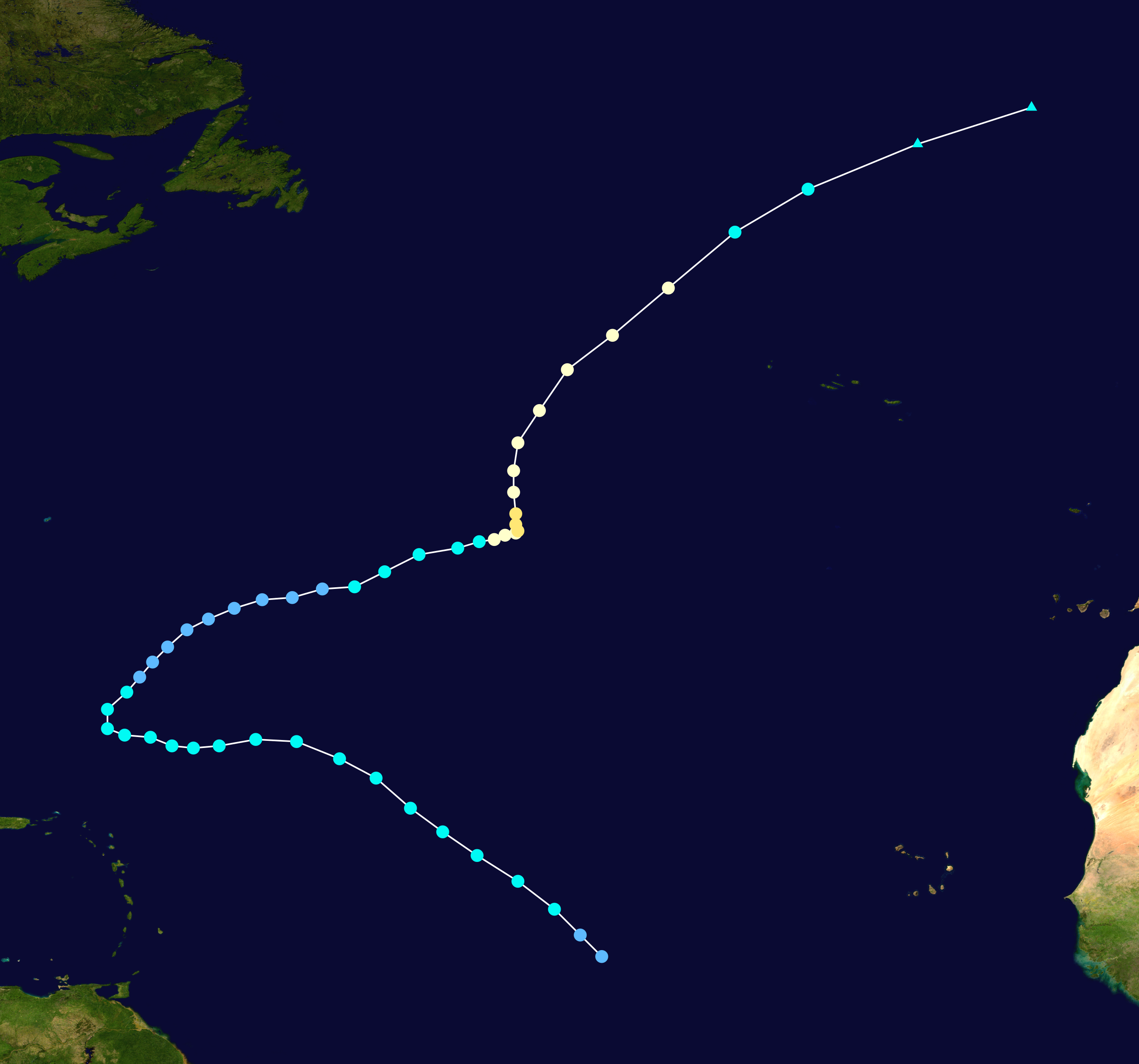
Flossies koers.

Op 31 augustus vertrok een krachtige tropische golf van de Senegalese kust. Het was de eerste van drie krachtige tropische golven binnen één week. Boven de Atlantische Oceaan manifesteerde het systeem meer en meer convectie, die zich vanaf 2 september begon te organiseren, zodat op 3 september de tropische onweersstoring tot een tropische depressie promoveerde. De volgende dag constateerde het Liberiaanse vrachtschip, de Hong Kong Merchant, dat de tropische depressie was gepromoveerd tot tropische storm Flossie nabij 15,0° NB, 42,5°WL, halverwege de archipel Kaapverdië en de Bovenwindse Eilanden. Flossie koerste de eerste twee dagen snel noordwestwaarts en door haar hoge koerssnelheid werd haar verdere ontwikkeling onderdrukt. Nadien draaide zij aan de zuidflank van een hogedrukgebied westwaarts tot 7 september. Op die dag verscheen er ten noordwesten van Flossie een krachtig niet-tropisch lagedrukgebied, dat de westflank van het hogedrukgebied totaal erodeerde en waardoor Flossie naar het noordoosten kon afbuigen. Het bijbehorende koufront van de andere depressie gaf echter ook een aanzienlijke westelijke schering, die Flossie beroofde van haar convectie.
Zelfs Flossies gesloten circulatie werd bedreigd, nu aan haar west- en noordflank de luchtdruk door toedoen van het niet-tropische lagedrukgebied stevig begon te dalen. Flossie degradeerde daardoor op 8 september tot tropische depressie. Deze gebeurtenissen hadden bijna het einde van Flossie betekend, maar de invloed van het lagedrukgebied en het koufront verdwenen net op tijd. Flossie kwam op adem en begon op 10 september een tweede leven. Op 11 september promoveerde Flossie opnieuw tot tropische storm en op 12 september tot orkaan, terwijl haar koerssnelheid terugliep en zij een steeds oostelijker koers voer. Daarna ontstond er ten oosten van Flossie een hogedrukgebied, dat snel in kracht toenam en de oostelijke koers stuitte. Aan de westflank van het nieuwe hogedrukgebied werd Flossie naar het noorden gedreven. Even later bereikte Flossie haar hoogtepunt als orkaan van de tweede categorie met windsnelheden tot 157 km/uur en een minimale druk van 976 hPa op 13 september. Daarna draaide zij aan de noordwestflank van het hogedrukgebied meer en meer bij naar het noordoosten, terwijl haar koerssnelheid weer toenam.
Op 15 september degradeerde zij tot tropische storm en op 16 september verloor zij op 1120 km ten noorden van de Azoren haar tropische kenmerken.

### Tropische depressie, niet nader omschreven
Tussen de tropische golf, die zich zou ontwikkelen tot Flossie en de tropische golf, die Greta zou worden, trok begin september nog een tropische golf van de Afrikaanse kust westwaarts. Zeker is, dat deze tropische golf zich tot een tropische depressie ontwikkelde, maar meer is over deze tropische cycloon niet bekend.

### Orkaan Greta-Olivia

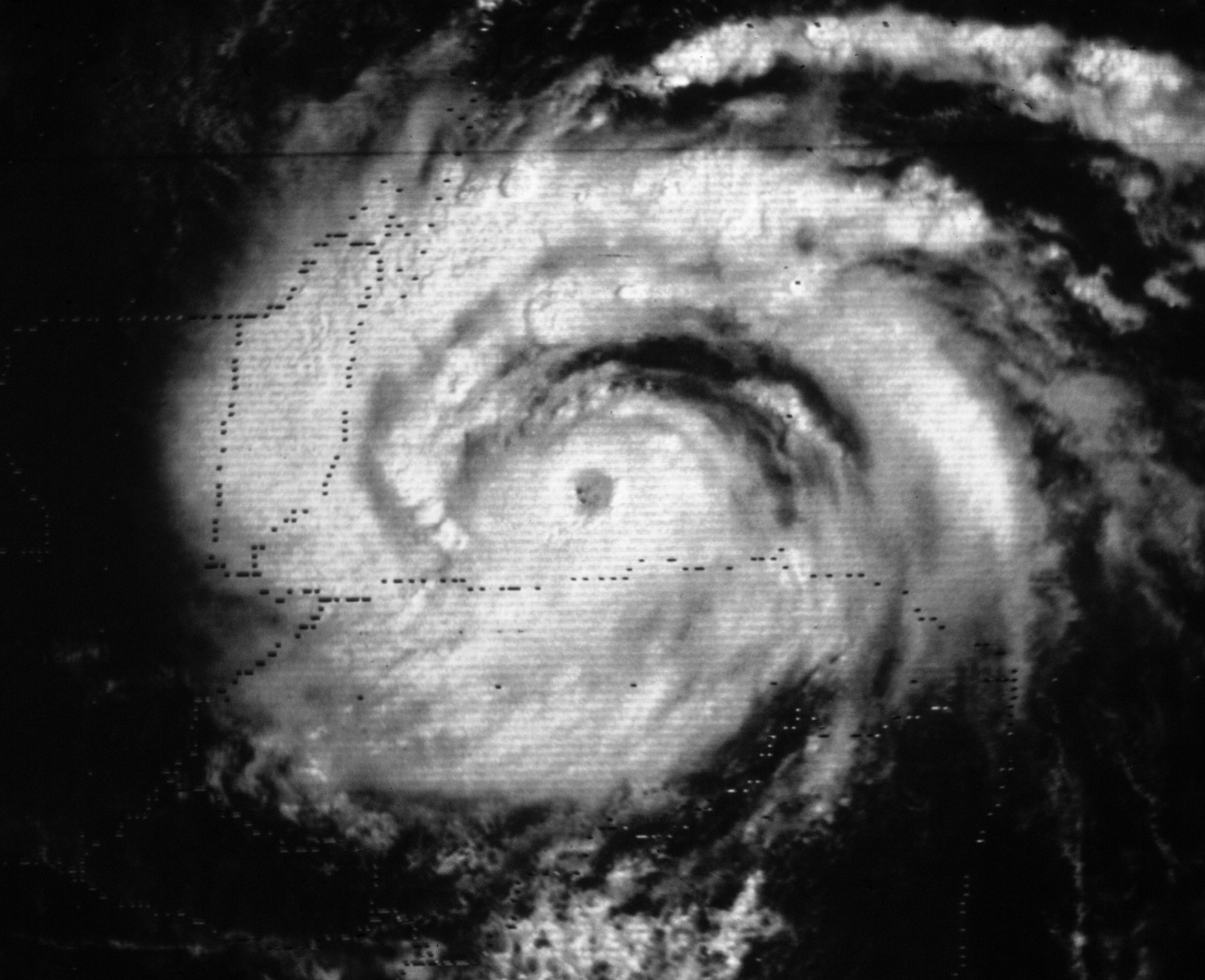
Greta op 18 september boven de Golf van Honduras.

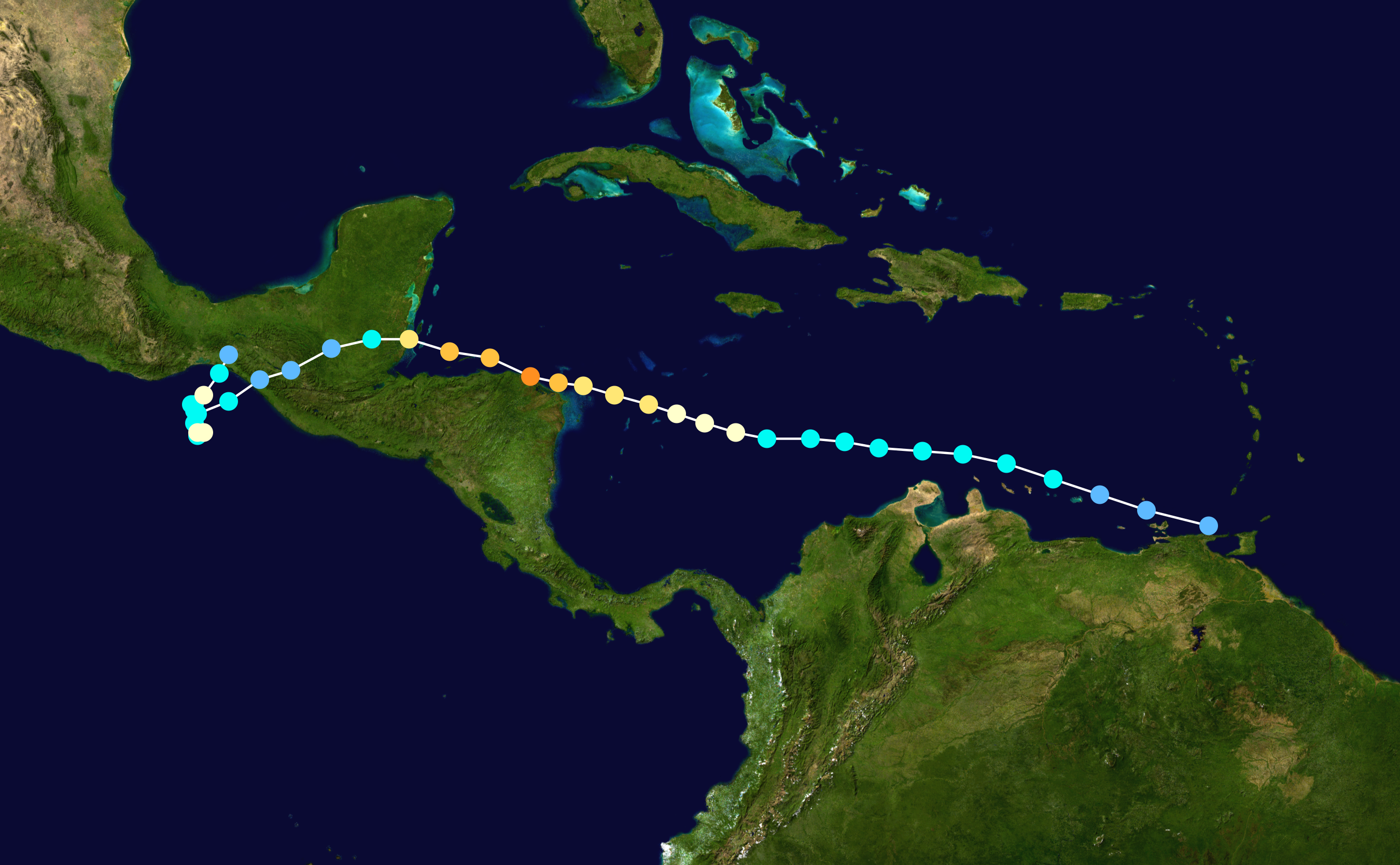
Het parcours van Greta, na haar oversteek van Midden-Amerika herdoopt tot Olivia.

Op 7 september trok een tropische golf over Dakar westwaarts de Atlantische Oceaan op. Op 10 september begon de tropische golf zich halverwege Kaapverdië en de Bovenwindse Eilanden te ontwikkelen. Op 13 september trok de tropische onweersstoring over de Bovenwindse Eilanden met windstoten van 65 tot 83 km/uur boven Barbados. Enkele uren later, dezelfde dag bezat het systeem een gesloten circulatie en promoveerde tot tropische depressie op 120 km ten westnoordwesten van Port of Spain op Trinidad. De tropische depressie trok verder westwaarts en promoveerde op 14 september op 80 km ten noorden van Aruba, Bonaire en Curaçao tot tropische storm Greta. De ABC-eilanden werden getroffen door zware buien, maar de winden van tropische-stormsterkte werden niet waargenomen, omdat het stormveld vooral aan de noordzijde zich ontwikkeld had. Greta koerste verder westnoordwestwaarts en promoveerde op 16 september tot orkaan op 440 km ten zuiden van Kingston, Jamaica. Aan Greta's westflank lag een brede trog van lage druk op grote hoogte. Dit was weliswaar niet heel ongunstig voor de ontwikkeling van Greta, maar de trog was toch te breed voor Greta om zeer snel tot ontwikkeling te komen.
Op 17 september werd de invloed van de trog aanzienlijk minder. Greta draaide iets meer naar het noordwesten en maakte een spectaculaire ontwikkeling door. Op 17 september verloor Greta 16 hPa in zes uur. De ontwikkeling werd wellicht ook beïnvloed door de topografie; ook orkaan Edith in 1971 nam zéér snel in kracht toe, toen zij Cabo Gracias a Dios; het noordelijkste punt van Nicaragua en het oostelijkste punt van Honduras naderde. Greta bereikte haar hoogtepunt op 18 september met windsnelheden tot 213 km/uur en een minimale druk van 947 hPa; een orkaan van de vierde categorie. Toen Greta de Golf van Honduras binnenkoerste en aan haar zuidflank continentale lucht aanzoog, verzwakte zij weer. Op 19 september landde Greta nabij Stann Creek in Belize met windsnelheden tot 176 km/uur en een minimale druk van 964 hPa. Twaalf uur later degradeerde Greta tot tropische storm boven het noordwesten van Guatemala. Een rug van hoge druk, die zich vanaf het zuidoosten van de Verenigde Staten tot het westen van de Golf van Mexico uitstrekte, dwong Greta tot een meer zuidwestelijke koers. Enkele uren later op 19 september degradeerde Greta tot tropische depressie.
Op 20 september bereikte tropische depressie Greta de Grote Oceaan en promoveerde terstond tot tropische storm Greta-Olivia. Op dat moment maakte de tropische cycloon deel uit van het seizoen van de oostelijke Grote Oceaan en werd herdoopt tot Olivia. Omdat de tropische cycloon bij de oversteek van Midden-Amerika zijn identiteit had behouden, zou hij tegenwoordig (sinds 2001) zijn naam hebben behouden, maar destijds werden deze tropische cyclonen bij het binnenlopen van een ander bassin herdoopt. Op 22 september bereikte Olivia opnieuw orkaanstatus in de Golf van Tehuantepec en wendde nu noordwaarts. Op 22 september degradeerde Olivia tot tropische storm, vlak voordat zij opnieuw op de Mexicaanse kust landde in de staat Oaxaca met windsnelheden tot 92 km/uur. Op 23 september degradeerde Olivia boven Mexico tot tropische depressie, die snel oploste. Aanvankelijk riep Greta-Olivia herinneringen op aan orkaan Fifi-Orlene in 1974, die Midden-Amerika trof en qua koers, ontwikkeling en intensiteit vergelijkbaar was.
Toch viel de schade mee, vooral de regenval en overstromingen. Greta Olivia eiste 5 mensenlevens; vier in Belize en één in Honduras. Ook betere voorbereiding en een beter waarschuwingssysteem hielpen het aantal slachtoffers te beperken. Greta veroorzaakte $25 miljoen schade ($75 miljoen na inflatiecorrectie voor 2005). De schade, die de tropische cycloon in de hoedanigheid Olivia veroorzaakte, is nooit beraamd, maar aangenomen mag worden, dat deze vanwege de matige intensiteit van Olivia bij haar landing niet zeer groot was.

### Tropische storm Hope

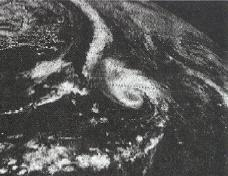
Hope boven de Atlantische Oceaan.

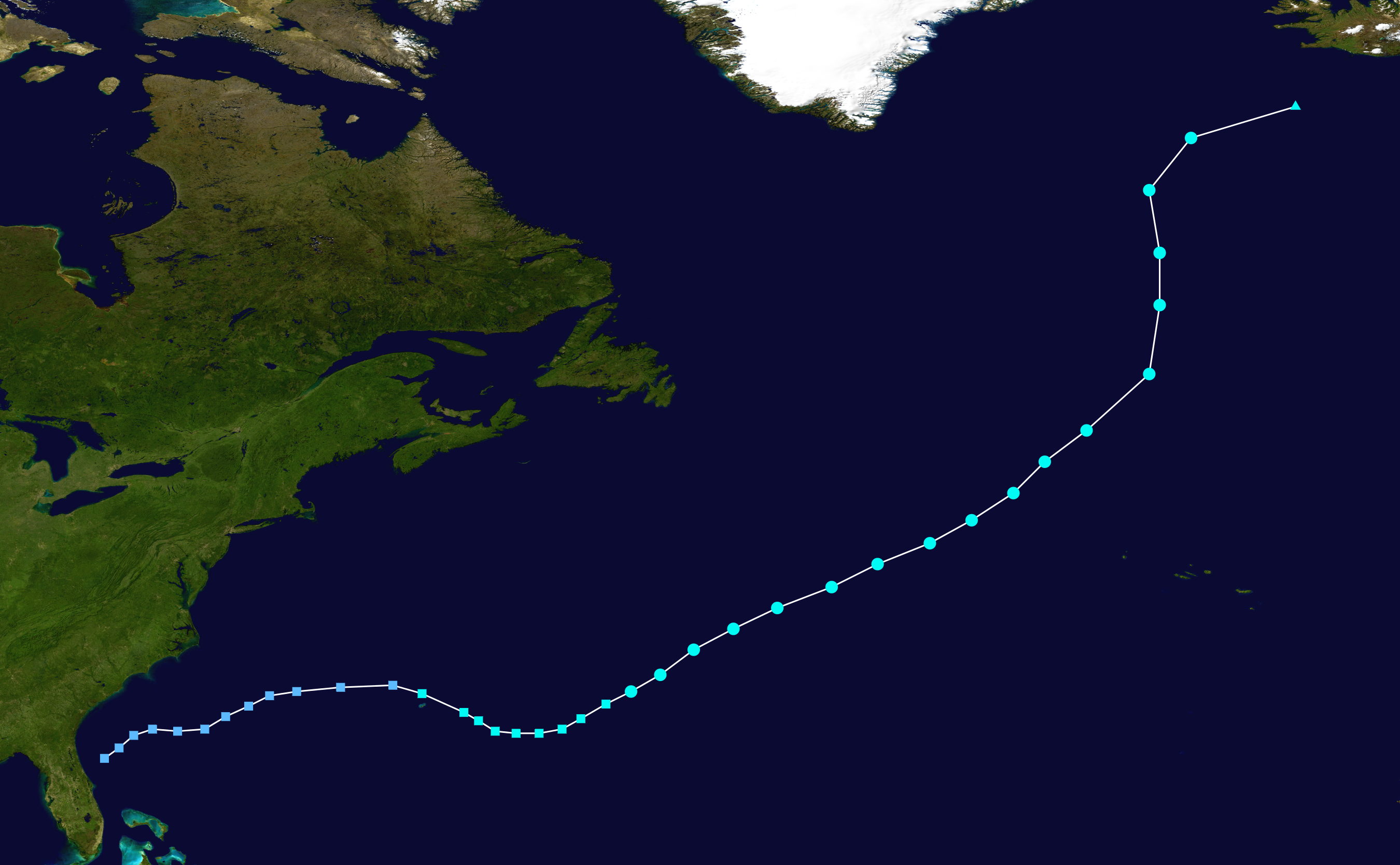
De weg, die Hope aflegde.

Op 10 september ontwikkelde zich een lagedrukgebied in de middelste lagen van de atmosfeer boven het zuidoosten van de Verenigde Staten. Dit systeem bespoedigde de geboorte van een subtropische depressie voor de kust van Noordoost-Florida. De subtropische depressie trok naar het oostnoordoosten en promoveerde tot subtropische storm op 14 september, toen hij rakelings ten noorden van Bermuda passeerde. Op 17 september begon de subtropische storm tropische kenmerken aan te nemen en promoveerde tot tropische storm Hope. Hope versnelde haar koerssnelheid en wendde naar het noordoosten. Op 19 september bereikte zij haar hoogtepunt met windsnelheden tot 102 km/uur en een minimale druk van 987 hPa, waargenomen door het schip SS. Bangler Mann, dat zich in het centrum van Hope bevond op honderden kilometers ten noordwesten van de Azoren. Op 20 september draaide Hope naar het noorden en verloor de volgende dag tussen Groot-Brittannië en IJsland haar tropische kenmerken. Hope had als tropische storm bijna de 60e breedtegraad bereikt.

### Tropische storm Irma

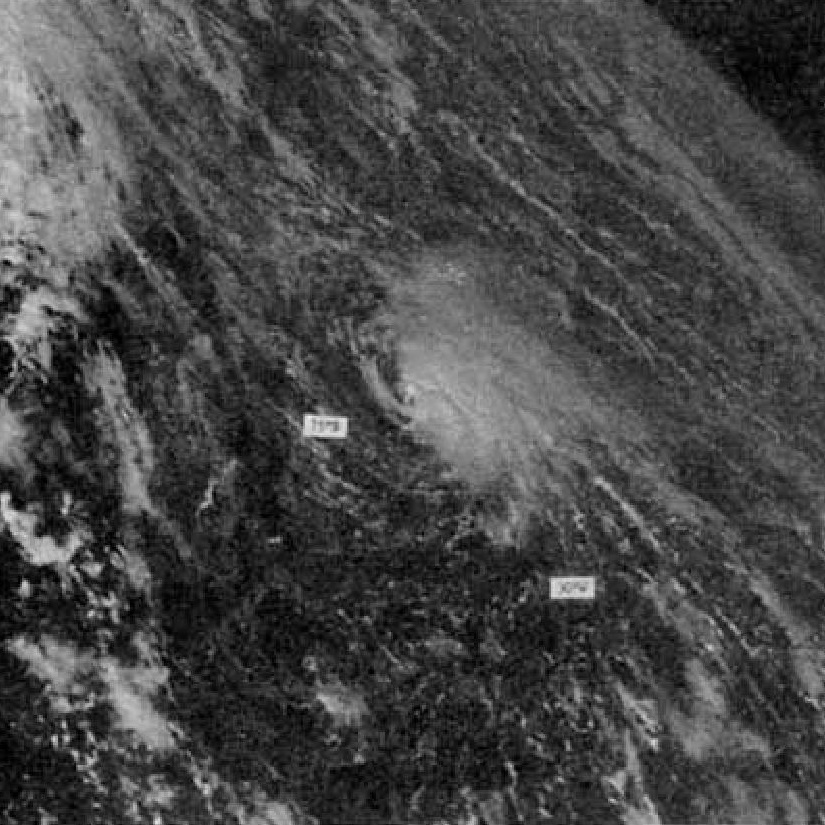
Irma op 4 oktober

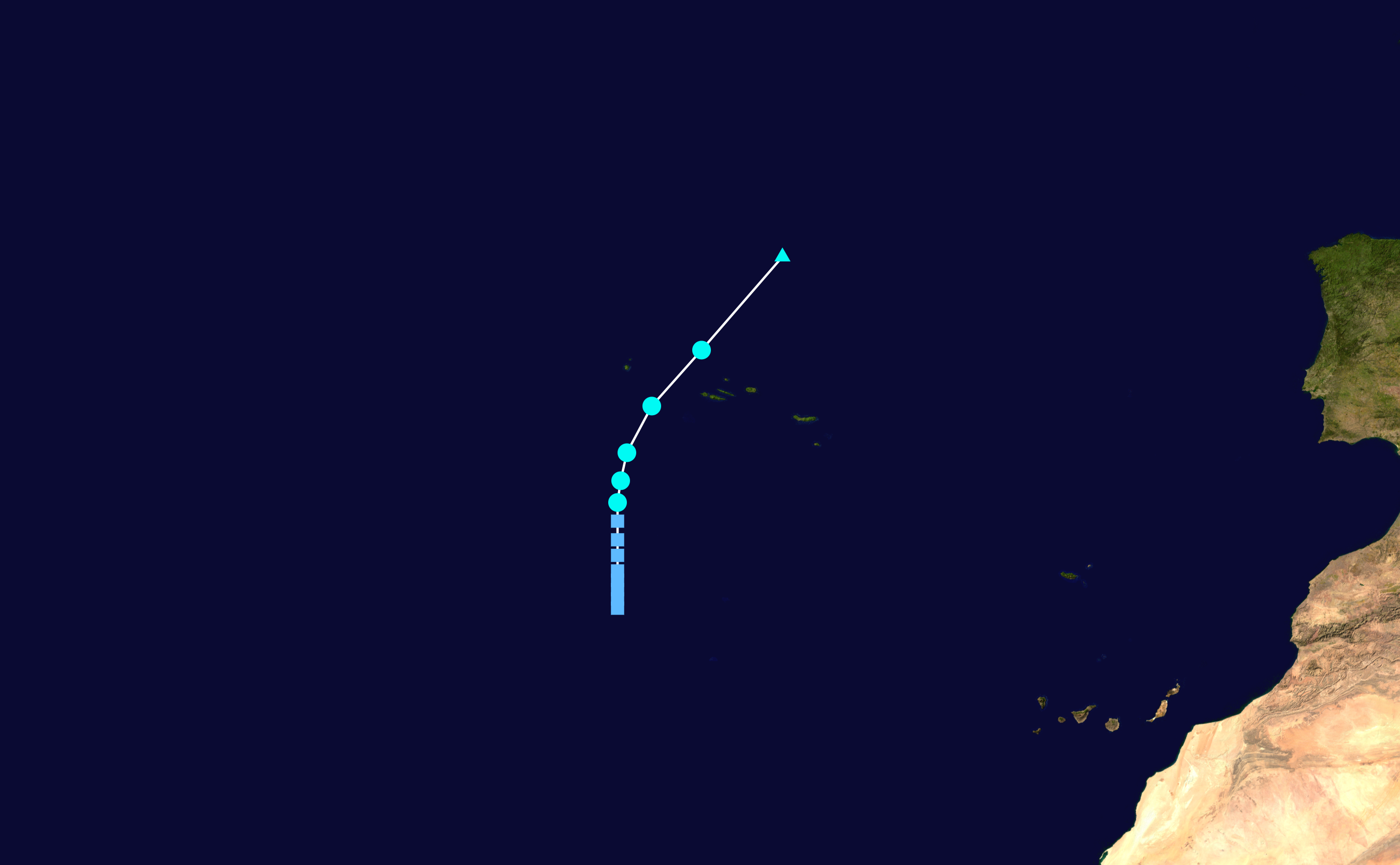
Irma boven de Atlantische Oceaan.

Op 2 oktober ontstond er een subtropische depressie op 800 km ten zuiden van de Azoren. De subtropische depressie dreef noordwaarts en vertoonde steeds meer convectie, zodat zij op 2 oktober reeds het uiterlijk van een tropische cycloon aannam. Toch werd zij pas op 4 oktober tropische storm Irma gedoopt, toen de eerste waarschuwingen werden uitgegeven, omdat zij de Azoren bedreigde. Irma draaide bij naar het noordoosten en versnelde haar koers. Op 5 oktober bereikte zij haar hoogtepunt met windsnelheden tot 83 km/uur en een minimale druk van 1001 hPa. Daarna passeerde tussen Corvo en Flores aan de ene kant en de andere Azoren aan de andere kant. Op de Azoren werden echter geen windsnelheden van tropische-stormkracht waargenomen. Later op de dag werd Irma opgenomen door een sterk koufront en verloor zo haar tropische kenmerken.

### Tropische storm Julliet

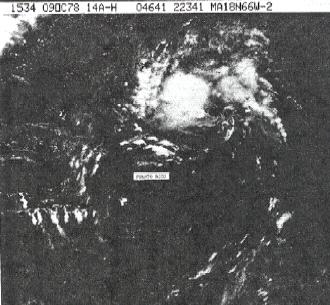
Julliet ten noorden van Puerto Rico op 9 oktober.

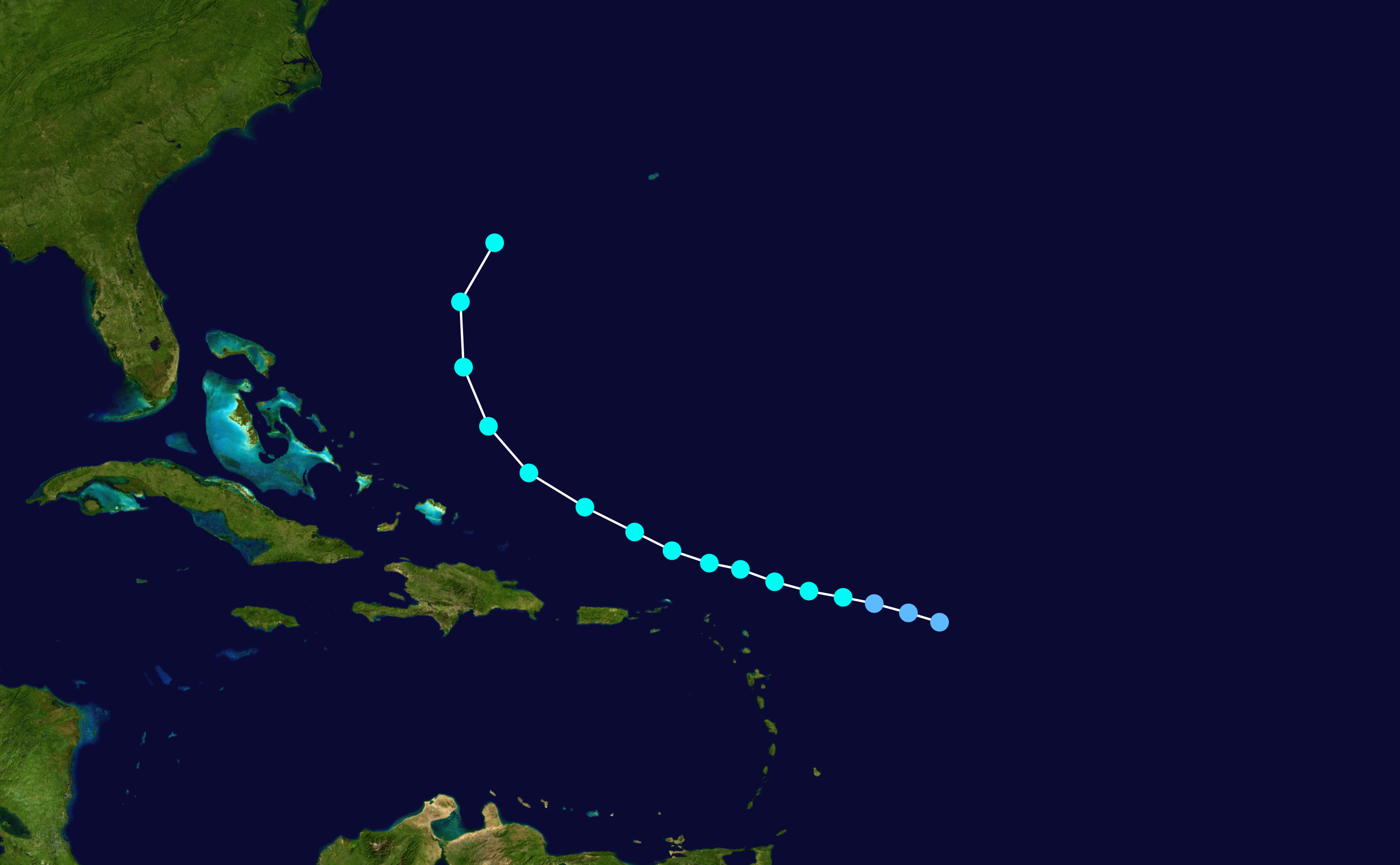
Julliets route over de Atlantische Oceaan.

Op 30 september trok een tropische golf van de Afrikaanse kust naar het noordwesten. Op 6 oktober raakte de convectie van het systeem meer georganiseerd en begon zich in de cirrusbewolking een anticyclonale uitstoot af te tekenen. Op 7 oktober promoveerde de tropische onweersstoring tot tropische depressie op 1040 km ten oosten van San Juan de Puerto Rico. De volgende dag promoveerde de tropische depressie tot tropische storm, zo bleek na analyse na afloop van het seizoen, maar de tropische cycloon werd pas op 9 oktober tropische storm Julliet gedoopt. Op 9 en 10 oktober bereikte zij ook haar hoogtepunt met windsnelheden tot 83 km/uur en een minimale druk 1006 hPa. Ook op 9 oktober verscheen er een kleine trog van lage druk boven het zuidoosten van de Verenigde Staten, die Julliet eerst naar het noorden en later naar het noordoosten stuwde. Julliet passeerde op 9 oktober op 240 km ten noorden van Puerto Rico en bevond zich op 11 oktober op 480 km ten zuidwesten van Bermuda, toen zij door een niet-tropisch lagedrukgebied werd opgenomen.

### Orkaan Kendra

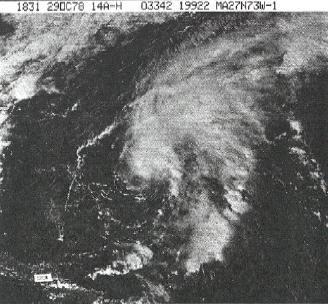
Kendra op 29 oktober.

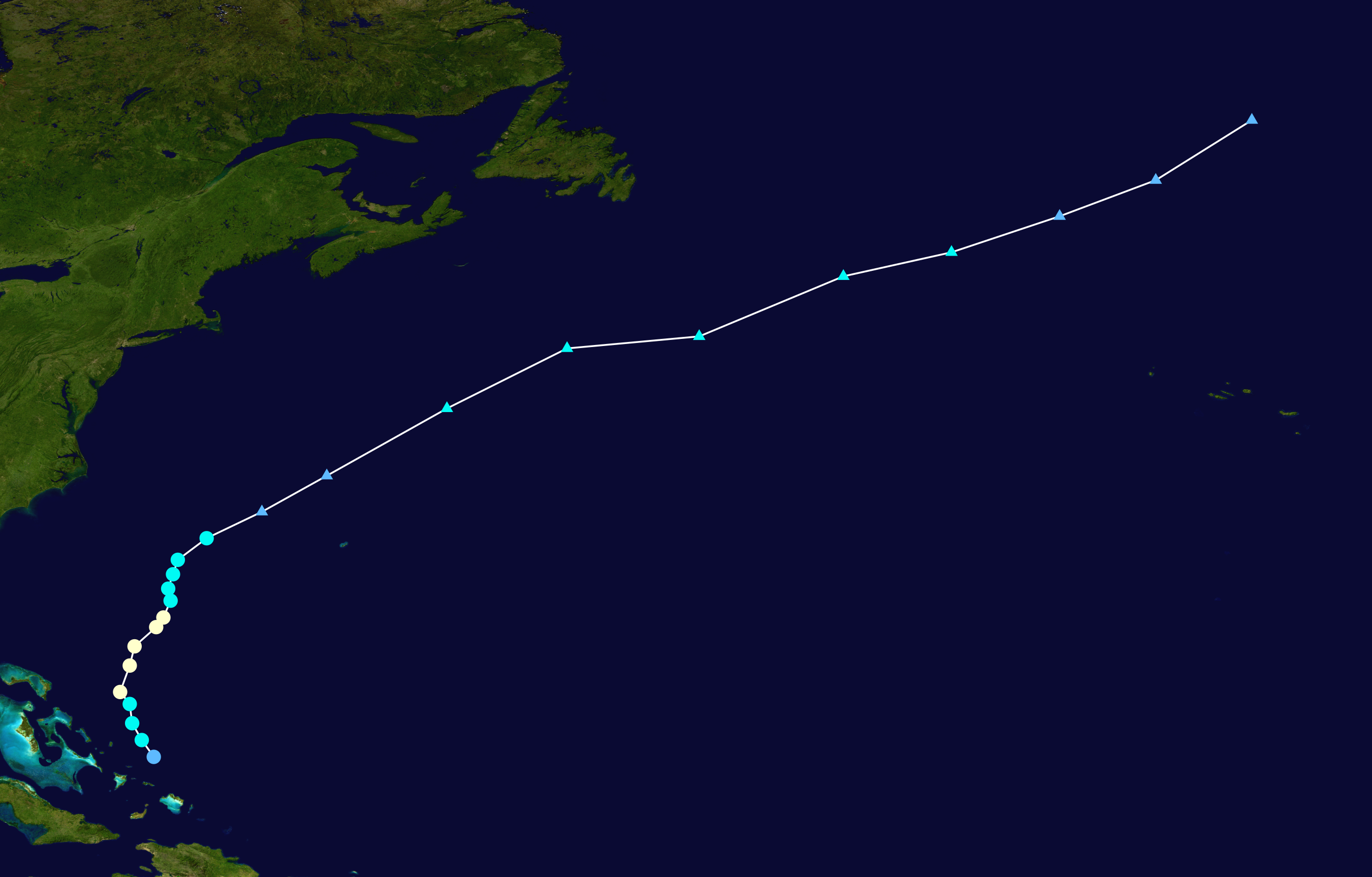
Kendra's tracé.

Op 15 oktober trok een tropische golf van de Afrikaanse kust westwaarts. Toen de tropische golf op 21 oktober de Bovenwindse Eilanden bereikte en de Caraïbische Zee binnen trok, lag daar reeds een gebied met buien. Bovendien zakten resten van een oud front zuidwaarts, die boven Puerto Rico met de storing en de tropische golf samensmolten. Het hele gebied trok nu noordwestwaarts en begon op 27 oktober sterke convectie te vertonen, even ten noorden van Hispaniola. De volgende dag begon de convectie zich te organiseren en ontstond er dezelfde dag een tropische depressie ten oosten van de Bahama's. Enkele uren later promoveerde de tropische depressie tot tropische storm Kendra. Kendra won snel aan kracht en promoveerde nog op 29 oktober tot orkaan en bereikte haar hoogtepunt met windsnelheden tot 130 km/uur en een minimale druk van 999 hPa. Kendra draaide bij naar het noordoosten en veranderde het eerst volgende etmaal weinig. Daarna werd Kendra gegrepen door de straalstroom, die haar convectie wegscheerde. Op 31 oktober degradeerde Kendra tot tropische storm en later die dag tot tropische depressie. Kendra verdween ten slotte toen zij door een niet-tropisch lagedrukgebied werd opgenomen. Kendra zelf eiste geen slachtoffers, noch veroorzaakte zij enige schade, maar de weersystemen, waaruit zij was voorgekomen deden dat wel. De tropische golf en de storing boven het oosten van de Caraïbische Zee hadden in de periode tussen 22 en 27 oktober meer dan 470 mm neerslag veroorzaakt op Puerto Rico. Daarbij was één persoon omgekomen en had op Puerto Rico $6 miljoen schade veroorzaakt (niet gecorrigeerd voor inflatie).

## ACE-Waarde
| 1                   | 19,24 | Ella    | 5 | 4,40 | Cora   | 9  | 0,885 | Irma        |
| 2                   | 11,74 | Flossie | 6 | 3,81 | Kendra | 10 | 0,485 | Amelia      |
| 3                   | 11,59 | Greta]  | 7 | 2,38 | Juliet | 11 | 0,481 | Debra       |
| 4                   | 5,393 | Hope    | 8 | 1,16 | Bess   | 12 | 0,000 | zonder naam |
| Total = 61,561 (62) |       |         |   |      |        |    |       |             |

Accumulated Cyclone Energy, oftewel ACE is een criterium om de activiteit van tropische cyclonen te kwantificeren. Bij iedere waarschuwing, c.q. bespreking van een tropische cycloon met de intensiteit van tropische storm of hoger wordt de windsnelheid in knopen gebruikt voor het bereken van deze waarde. Alle waardes van alle besprekingen gedurende de levensduur van een tropische cycloon worden bij elkaar opgeteld, zodat een totale waarde voor die tropische cycloon kan worden bepaald. Als nogmaals alle waardes van alle cyclonen aan het eind van het seizoen worden opgeteld, heeft men een maat van de totale activiteit van het seizoen. In de tabel zijn de waardes per tropische cycloon gerangschikt van hoog naar laag. Omdat aan subtropische stormen geen waardes worden toegekend heeft de subtropische storm zonder naam geen score gekregen.

## Namen
Het seizoen 1978 was het laatste met louter meisjesnamen. Geen van de namen werden naar aanleiding van dit seizoen geschrapt.
| - Amelia - Bess - Cora - Debra - Ella - Flossie - Greta | - Hope - Irma - Juliet - Kendra - Loise (niet gebruikt) - Martha (niet gebruikt) - Noreen (niet gebruikt) | - Ora (niet gebruikt) - Paula (niet gebruikt) - Rosalie (niet gebruikt) - Susan (niet gebruikt) - Tanya (niet gebruikt) - Vanessa (niet gebruikt) - Wanda (niet gebruikt) |